# Биспинген
Биспинген (њем. Bispingen) општина је у њемачкој савезној држави Доња Саксонија. Једно је од 23 општинска средишта округа Золтау-Фалингбостел. Према процјени из 2010. у општини је живјело 6.256 становника. Посједује регионалну шифру (AGS) 3358002.

## Географски и демографски подаци
Биспинген се налази у савезној држави Доња Саксонија у округу Золтау-Фалингбостел. Општина се налази на надморској висини од 90 метара. Површина општине износи 128,1 km².

## Становништво
У самом мјесту је, према процјени из 2010. године, живјело 6.256 становника. Просјечна густина становништва износи 49 становника/km².

## Међународна сарадња
| Мјесто   | Држава     | Врста сарадње | Од    |
| -------- | ---------- | ------------- | ----- |
| Беринген | Луксембург | пријатељство  | 2000. |
| Беринген | Швајцарска | пријатељство  | 2000. |
| Беринген | Белгија    | пријатељство  | 2000. |
| Беринген | Холандија  | пријатељство  | 2000. |
| Извор    |            |               |       |